# دو کاراره
دو کاراره (به ایتالیایی: Due Carrare) یک کومونه در ایتالیا است که در استان پادووا واقع شده‌است.

## خصوصیات
دو کاراره ۲۶٫۶ کیلومترمربع مساحت و ۸٬۹۲۳ نفر جمعیت دارد و ۸ متر بالاتر از سطح دریا واقع شده‌است.

## خواهرخوانده
شهر Biscarrosse خواهرخواندهٔ دو کاراره هست.